# (200247) 1999 VJ130
(200247) 1999 VJ130 es un asteroide perteneciente al cinturón de asteroides, descubierto el 12 de noviembre de 1999 por el equipo del Spacewatch desde el Observatorio Nacional de Kitt Peak, Arizona, Estados Unidos.

## Designación y nombre
Designado provisionalmente como 1999 VJ130.

## Características orbitales
1999 VJ130 está situado a una distancia media del Sol de 2,745 ua, pudiendo alejarse hasta 3,271 ua y acercarse hasta 2,219 ua. Su excentricidad es 0,191 y la inclinación orbital 10,34 grados. Emplea 1661,41 días en completar una órbita alrededor del Sol.

## Características físicas
La magnitud absoluta de 1999 VJ130 es 15,6.